# Haute Autorité pour la diffusion des œuvres et la protection des droits sur internet

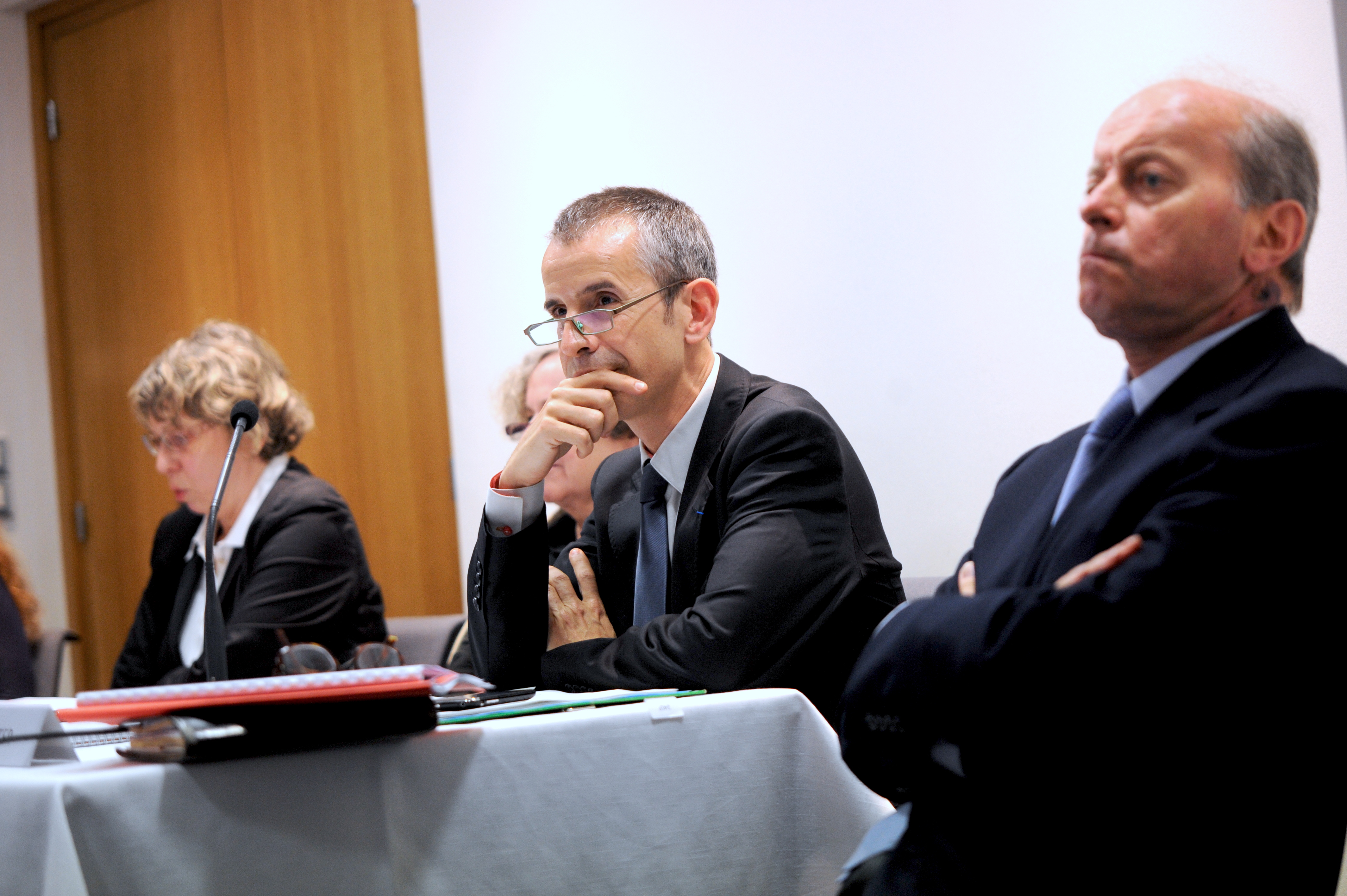
Éric Walter (au centre) avec les membres de la Hadopi Mireille Imbert-Quaretta, Marie-Françoise Marais et Jacques Toubon (de gauche à droite), le 28 juin 2010 à Paris.

La Haute Autorité pour la diffusion des œuvres et la protection des droits sur Internet (Hadopi) était une autorité publique indépendante française créée par la loi Création et Internet, instituée par le décret no 2009-1773 du 29 décembre 2009 et prévue par la loi Création et Internet du 12 juin 2009.
Le 24 septembre 2019, Franck Riester, alors ministre de la Culture, annonce que le projet de loi relatif à la communication audiovisuelle et à la souveraineté culturelle à l'ère numérique examiné par l'Assemblée nationale au premier semestre 2020 comprendra la fusion du CSA et de la Hadopi pour former l'Arcom.
Le 20 mai 2020, le Conseil constitutionnel, à la suite d'une question prioritaire de constitutionnalité, décide que l'accès aux données de connexion des internautes par une autorité administrative sans contrôle judiciaire n'est pas conforme à la Constitution.
Le 1er janvier 2022, la fusion entre le CSA et la Hadopi pour former l'Arcom devient effective.

## Rôle
La Haute Autorité est investie par la loi de plusieurs missions relatives à la protection sur Internet des intérêts des titulaires de droits d'œuvres protégées au titre de la propriété intellectuelle :
- observation de l'utilisation des œuvres sur Internet et encouragement de l'offre légale (publication d'indicateurs, labellisation des offres, création d'un portail de référencement, mais aussi évaluation des techniques de reconnaissance, de tatouage et de filtrage des contenus) ;
- lutte contre le « piratage » (constatations des manquements à l'obligation de surveillance, avertissement par courriel et lettre recommandée des auteurs d'infractions, définition et labellisation de « logiciels de sécurisation »[4] ;
- régulation des mesures techniques de protection des œuvres et protection des bénéficiaires d'exceptions légales, suivi de l'interopérabilité des dispositifs de DRM (mission anciennement exercée par l'ARMT à laquelle la Haute Autorité se substitue).

Elle peut être consultée par le gouvernement ou par les commissions parlementaires, peut recommander toute modification législative ou réglementaire et rend public chaque année un rapport d'activité.

## Fonctionnement
Des organismes, représentant les titulaires des droits, observent les œuvres circulant sur les réseaux et collectent ces informations. Ces organismes ont reçu les autorisations nécessaires de la CNIL pour effectuer ces démarches.
La Hadopi reçoit les saisies des sociétés de perception et de répartition des droits et des organismes de défense professionnelle ayant reçu une autorisation de la CNIL. Les saisies comportent notamment la date et l'heure des faits, l'adresse IP de l'abonné, les informations sur les œuvres et le nom du fournisseur d'accès à internet (FAI).
Lorsque la Commission de protection des droits de la Hadopi décide d'enclencher la réponse graduée, elle demande au FAI concerné de lui communiquer les coordonnées d'identité de l'abonné (nom de famille, prénom, coordonnées téléphoniques et électroniques et son adresse d’installation téléphonique). Les données à caractère personnel ne sont traitées que par les membres ou agents habilités et assermentés de la commission de protection des droits (CPD).

## Marque et identité visuelle
Le logo originel ayant été utilisé par la Hadopi illégalement, un second logo a été créé. En effet, comme l'a déclaré la société Typofonderie, le logo original « utilise un caractère d'entreprise exclusif créé en 2000 par Jean-François Porchez pour France Télécom ».
La société Plan Créatif, à l'origine de cette irrégularité, s'est expliquée en avançant qu'il s'agissait d'« une erreur de manipulation informatique », passée inaperçue malgré sa présentation publique à l'occasion de l'installation par Frédéric Mitterrand du collège de la Hadopi, le 8 janvier 2010.

Logo de février à mai 2010
Logo actuel

Le logo de cette autorité publique a d'abord utilisé la typographie « Bienvenue », la même typographie que celle de France Télécom. Cette typographie est en usage exclusif. Pour l'exploiter, il faut obtenir une autorisation de son auteur, Jean-François Porchez, et de France Télécom, ce qui n'a pas été le cas avant que le logo ne soit déposé auprès de l'INPI.
La marque « Hadopi » a déjà été déposée en 2009 par Renaud Veeckman, un particulier, pour créer une plateforme de téléchargement légal.

## Bilan
| Année     | Premières recommandations | Deuxièmes recommandations | Transmissions au parquet | Source                       |
| --------- | ------------------------- | ------------------------- | ------------------------ | ---------------------------- |
| 2010-2011 | 470 93                    | 20 598                    |                          | Rapport d'activité 2014-2015 |
| 2011-2012 | 682 52                    | 82 256                    | 14                       | Rapport d'activité 2014-2015 |
| 2012-2013 | 759 387                   | 83 299                    | 36                       | Rapport d'activité 2014-2015 |
| 2013-2014 | 1 336 634                 | 147 570                   | 65                       | Rapport d'activité 2014-2015 |
| 2014-2015 | 1 648 402                 | 148 944                   | 246                      | Rapport d'activité 2014-2015 |
| 2016      | 2 083 082                 | 152 665                   | 688                      | Rapport d'activité 2015-2016 |
| 2017      | 1 810 035                 | 143 200                   | 922                      | Rapport d'activité 2016-2017 |
| 2018      | 1 198 183                 | 147 916                   | 1 045                    | Rapport d'activité 2018      |
| 2019      | 619 687                   | 208 104                   | 1 748                    | Rapport d'activité 2019      |
| 2020      | 210 595                   | 53 564                    | 1 484                    | [ 8 ]                        |

### 2018
Les ressources de la Hadopi proviennent pour l’essentiel de la subvention du ministère de la Culture. Le montant total des recettes s’établit en 2018 à 8,54 millions d'euros:72 pour 8,3 millions d'euros en 2017. Les effectifs sont de 52 personnes en 2018:13.
L’activité 2018 s’est traduite par près de 15 000 000 de procès-verbaux de constatations, soit 60 000 saisines des ayants droit traitées par jour ouvré, 1 045 dossiers transmis à l’autorité judiciaire, et 12 études publiées:32.
Concernant les suites judiciaires portées à la connaissance de la Hadopi, l’année 2018 s’est traduite par : 594 suites judiciaires ventilées en 83 décisions de condamnation, 108 classements sans suite, 401 mesures alternatives, deux jugements de relaxe. Concernant les 484 mesures répressives portées à la connaissance de la Hadopi, l’année 2018 s’est traduite par : 83 décisions de condamnation (41 jugements de condamnation pour contravention de négligence caractérisée, trois jugements pour délit de contrefaçon, 35 ordonnances pénales, quatre comparutions sur reconnaissance préalable de culpabilité et 401 mesures alternatives (64 compositions pénales, 299 rappels à la loi, 37 régularisations sur demande du parquet et une autre mesure):45.

### 2019
L’activité 2019 s’est traduite par neuf millions de saisines, une diminution de près de six millions qui résulterait notamment de « l’évolution des usages en matière de consommation d’œuvres culturelles sur internet et de l’accroissement sans précédent des offres légales »:31.

## Critiques
Le débat sur le maintien de la Hadopi est récurrent. Dès 2011, Jean-Baptiste Soufron demandait par exemple si la Hadopi tenait ses promesses et s'il ne serait pas nécessaire de créer un arbitre entre le monde de l'innovation et celui de la culture. En novembre 2015, un rapport sénatorial propose sa suppression. Un amendement adopté par l'Assemblée nationale le 28 avril 2016 prévoyait même la suppression de la Hadopi pour le 4 février 2022, avant qu'un autre amendement adopté par la commission des lois du Sénat ne supprime cette échéance.
La mission de la Hadopi est largement déficitaire (peu de condamnations par rapport aux millions investis) et semble peu efficace,. En effet, malgré les chiffres montrant parfois une baisse de l'activité illégale, la réalité est différente : de nombreux contenus peuvent être consultés sur des plateformes telles que YouTube, mais n'en sont pas moins publiés illégalement. De plus, nombres d'internautes peuvent utiliser un VPN, ce qui permet d'outrepasser les contrôles, ou utilisent des plateformes externes à la France ou un réseau particulier, leur permettant d'échapper à la Hadopi. Certains affirment même qu'après plusieurs années de téléchargements illégaux réguliers, la Hadopi ne leur a envoyé aucun courriel.
Bien qu'il semble évident que cet organisme gêne les pirates, certains s'en contentent puisqu'elle n'est pas virulente contrairement à certains projets de lois ajournés (loi DADVSI) ou certaines lois étrangères[Lesquelles ?][réf. nécessaire]. Cette loi insiste surtout sur la prévention.
À l'occasion du rapport annuel 2019, il s'avère que « depuis 2011, le montant total cumulé des amendes prononcées et portées à la connaissance de la Commission est de 87 000 euros, dont près du tiers pour la seule année 2019 », cependant, son coût total depuis 2011 avoisine les 82 millions d'euros,. Ainsi, les coûts de la Hadopi ne sont pas couverts par ses recettes, mais la rentabilité n'a jamais été affichée comme un objectif.
Le 20 mai 2020, alors que le projet de loi relatif à la communication audiovisuelle et à la souveraineté culturelle à l’ère numérique, en cours d'examen par le Parlement, comprend la fusion du CSA et de la Hadopi pour former l'Arcom, le Conseil constitutionnel, saisi d'une question prioritaire de constitutionnalité notamment par La Quadrature du Net et les fournisseurs d'accès membres de la Fédération FDN, décide que l'accès aux données de connexion des internautes par une autorité administrative sans contrôle judiciaire n'est pas conforme à la Constitution.

## Organisation
La Haute Autorité, qui se substitue à l'Autorité de régulation des mesures techniques (ARMT) est composée de deux structures dont les membres sont nommés pour une durée de six ans par décret :
- le collège, composé de neuf membres, dont le président et trois hauts magistrats[23] ;
- la commission de protection des droits (CPD), composée de trois membres dont le président, tous les trois magistrats.

Le président de la Haute Autorité indépendante sera élu par les trois hauts magistrats, membres du collège de la Hadopi, et non nommé par décret, comme il avait été voté par l’Assemblée nationale. Il établit son règlement intérieur et fixe les règles de déontologie applicables à ses membres et aux agents de ses services.
Les membres ont été nommés par le décret du 26 décembre 2009, publié au Journal officiel. Ils ont été officiellement installés le 8 janvier par le ministre de la Culture, Frédéric Mitterrand.
Composition modifié par décret du 6 janvier 2012 et décret du 11 janvier 2013.

### Collège
| Nom | Début du mandat | Fin du mandat | Désigné par                                                                             | Statut     | Suppléant                                                         | Décret   | Remarques                                           |
| --- | --------------- | ------------- | --------------------------------------------------------------------------------------- | ---------- | ----------------------------------------------------------------- | -------- | --------------------------------------------------- |
| Jean Musitelli | 2009            | 2015          | vice-président du Conseil d'État                                                        | membre     | Marie Picard                                                      | [ L 1 ]  | Démissionne en août 2012                            |
| Marie-Françoise Marais | 2009            | 2015          | premier président de la Cour de cassation                                               | membre     | Dominique Garban                                                  | [ L 1 ]  |                                                     |
| Patrick Bouquet | 2009            | 2011          | premier président de la Cour des comptes                                                | membre     | Thierry Dahan                                                     | [ L 1 ]  |                                                     |
| Christine Maugüe | 2009            | 2011          | Président du Conseil supérieur de la propriété littéraire et artistique                 | membre     | Philippe Belaval                                                  | [ L 1 ]  |                                                     |
| Jean Berbineau | 2009            | 2015          | ministres chargés des communications électroniques, de la consommation et de la culture | membre     | -                                                                 | [ L 1 ]  |                                                     |
| Chantal Jannet | 2009            | 2013          | ministres chargés des communications électroniques, de la consommation et de la culture | membre     | -                                                                 | [ L 1 ]  |                                                     |
| Jacques Toubon | 2009            | 2013          | ministres chargés des communications électroniques, de la consommation et de la culture | membre     | -                                                                 | [ L 1 ]  |                                                     |
| Franck Riester | 2009            | 2015          | président de l'Assemblée nationale                                                      | membre     | -                                                                 | [ L 1 ]  |                                                     |
| Michel Thiollière | 2009            | 2011          | président du Sénat                                                                      | membre     | -                                                                 | [ L 1 ]  |                                                     |
| Christian Pheline | 2012            | 2018          | premier président de la Cour des comptes                                                | membre     | Emmanuel Giannesini (démissionnaire en 2012) puis Sylvie Toraille | [ L 2 ]  |                                                     |
| Anne-Élisabeth Crédeville | 2012            | 2018          | président du Conseil supérieur de la propriété littéraire et artistique                 | membre     | Jean-Pierre Dardayrol                                             | [ L 2 ]  |                                                     |
| Didier Mathus | 2012            | 2018          | président du Sénat                                                                      | membre     | -                                                                 | [ L 2 ]  |                                                     |
| Martine Jodeau | 2013            | 2013          | vice-président du Conseil d'État                                                        | membre     | Marie Picard                                                      | [ L 3 ]  | en remplacement de Jean Musitelli, démissionnaire   |
| Denis Rapone | 2014            |               | vice-président du Conseil d'État                                                        | membre     | Dominique Chelle                                                  | [ L 4 ]  |                                                     |
| Bernard Tranchand | 2014            |               | ministre chargé de la consommation                                                      | membre     |                                                                   | [ L 4 ]  |                                                     |
| Alain Lequeux | 2014            |               | ministre chargé de la culture                                                           | membre     |                                                                   | [ L 4 ]  |                                                     |
| Nicole Planchon | 2016            |               | premier président de la Cour de cassation                                               | membre     | Vincent Vigneau                                                   | [ L 5 ]  |                                                     |
| Laurence Franceschini | 2016            |               | ministre chargé des communications électroniques                                        | membre     |                                                                   | [ L 5 ]  |                                                     |
| Marcel Rogemont | 2016            |               | président de l'Assemblée nationale                                                      | membre     |                                                                   | [ L 5 ]  |                                                     |
| Dominique Bertinotti | 2018            | 2021          | vice-président du Conseil d’État                                                        | suppléante |                                                                   | [ L 6 ]  | en remplacement de Dominique Chelle, démissionnaire |
| Véronique Hamayon | 2018            | 2018          | premier président de la Cour des comptes                                                | membre     | Pierre Rocca                                                      | [ L 7 ]  |                                                     |
| Brigitte Girardin | 2018            | 2021          | premier président de la Cour des comptes                                                | membre     | Jean-Luc Girardi                                                  | [ L 8 ]  |                                                     |
| Alexandra Bensamoun | 2018            | 2021          | président du Conseil supérieur de la propriété littéraire et artistique                 | membre     | François Moreau                                                   | [ L 8 ]  |                                                     |
| Louis de Froissard de Broissia | 2018            | 2021          | président du Sénat                                                                      | membre     |                                                                   | [ L 8 ]  |                                                     |
| Isabelle Gravière-Troadec | 2018            | 2021          | premier président de la Cour des comptes                                                | membre     |                                                                   | [ L 9 ]  | en remplacement de Véronique Hamayon                |
| Monique Zerbib-Chemla | 2019            | 2021          | premier président de la Cour de cassation                                               | membre     |                                                                   | [ L 10 ] | en remplacement de Nicole Planchon, démissionnaire  |
| - Les étoiles signalent les membres ayant démissionné avant le terme de leur mandat (l'année qui précède est celle de la fin théorique de leur mandat ; la date de leur démission et le nom du remplaçant ayant assuré le reste de leur mandat sont indiqués dans la colonne correspondante). |                 |               |                                                                                         |            |                                                                   |          |                                                     |

### Commission de protection des droits
| Membre                                                                                   | Désignation                                 | Suppléant                                                     | Décret   | Remarque                                                    |
| ---------------------------------------------------------------------------------------- | ------------------------------------------- | ------------------------------------------------------------- | -------- | ----------------------------------------------------------- |
| Mireille Imbert-Quaretta                                                                 | vice-président du Conseil d'État            | Jean-François Mary                                            | [ D 1 ]  |                                                             |
| Jean-Yves Monfort                                                                        | premier président de la Cour de cassation   | Paul Chaumont                                                 | [ D 1 ]  |                                                             |
| Jacques Bille                                                                            | premier président de la Cour des comptes    | Sylvie Toraille                                               | [ D 1 ]  |                                                             |
| Mireille Imbert-Quaretta                                                                 |                                             |                                                               | [ D 2 ]  | nommée présidente de la commission de protection des droits |
| Jean-Baptiste Carpentier                                                                 | premier président de la Cour des comptes    | Paul-Henri Ravier (en remplacement de Mme Sylvie Toraille)    | [ D 3 ]  | en remplacement de Jacques Bille                            |
| Dominique Guirimand                                                                      | premier président de la Cour de cassation   | Stéphanie Gargoullaud (en remplacement de Paul Chaumont)      | [ D 4 ]  | en remplacement de Jean-Yves Monfort                        |
| Fabien Raynaud                                                                           | vice-président du Conseil d'État            | Sophie-Justine Lieber (en remplacement de Jean-François Mary) | [ D 5 ]  | en remplacement de Mireille Imbert-Quaretta                 |
| Dominique Guirimand                                                                      |                                             |                                                               | [ D 6 ]  | nommée présidente de la commission de protection des droits |
| Tanneguy Larzul                                                                          | vice-président du Conseil d'État            | Sophie-Justine Lieber                                         | [ D 7 ]  | en remplacement de Fabien Raynaud                           |
| Véronique Hamayon                                                                        | premier président de la Cour des comptes    | Pierre Rocca                                                  | [ D 8 ]  |                                                             |
| Isabelle Gravière-Troadec                                                                | premier président de la Cour des comptes    |                                                               | [ D 9 ]  | en remplacement de Véronique Hamayon                        |
| Joël Boyer                                                                               | première présidente de la Cour de cassation | Valérie Champ (en remplacement de Stéphanie Gargoullaud)      | [ D 10 ] | en remplacement de Dominique Guirimand                      |
| Tanneguy Larzul                                                                          |                                             |                                                               | [ D 11 ] | nommé président de la commission de protection des droits   |
|                                                                                          | vice-président du Conseil d'État            | Myriam Benlolo-Carabot                                        | [ D 12 ] | en remplacement de Sophie-Justine Lieber démissionnaire     |
| Les lignes en rouge clair mettent en évidence les nominations à la présidence de la CPD. |                                             |                                                               |          |                                                             |

## Faits marquants

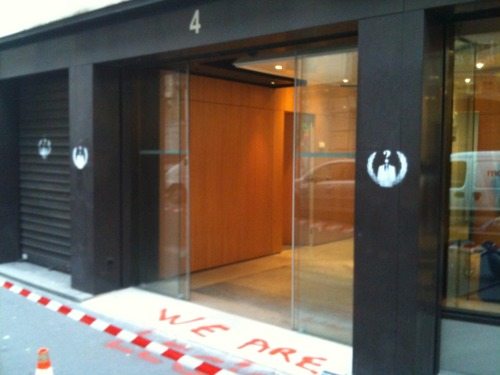
La Hadopi soulève de nombreuses critiques : le 30 janvier 2012, des Anonymous taggent leurs locaux.

En septembre 2012, un premier internaute est condamné à 150 € (182,27 €2024) d'amende pour avoir téléchargé un album de musique.

### Courriels d'avertissement
En septembre 2010, alors que la Hadopi déclare « imminent » l'envoi des premiers courriels aux internautes contrevenant, Renaud Veeckman annonce le lancement de Sos-hadopi.fr, un service technique et juridique qui propose d’aider les internautes face au « délit de négligence caractérisée » instauré par la loi Hadopi. Renaud Veeckman et ses associés déclarent s'inscrire dans une démarche totalement légale. Le projet fait l'objet d'une condamnation quasi immédiate de la Haute Autorité, fustigeant les fausses affirmations lancées par les promoteurs de ce service commercial.
Les premiers courriels d'avertissement aux pirates ont été envoyés le vendredi 1er octobre 2010 par la plupart des fournisseurs d'accès à internet pour le compte de la Hadopi.

### Suspension de l'interconnexion TMG
Le 16 mai 2011, le secrétaire général de la Hadopi, Éric Walter, annonce la suspension temporaire de l'interconnexion avec l'entreprise TMG chargée de lui transmettre les relevés des ayants droit à la suite d'une faille de sécurité décelée sur les serveurs de cette dernière et qui met à disposition de tous des données confidentielles sur le fonctionnement interne de cette structure.

### Le virus Hadopi
Des pirates informatiques ont créé un scareware qui sévit sur les sites de streaming. Ce virus bloque la page internet en question, faisant croire à l'utilisateur qu'il a commis un délit et que son ordinateur sera débloqué contre le paiement d'une amende. Il suffit d'appuyer sur Échap ou d'ouvrir le gestionnaire des tâches (ctrl + maj. + échap.) et de terminer la tâche du navigateur internet « infecté ».